# Komai Yoshiaki
Yoshiaki Komai (sinh ngày 6 tháng 6 năm 1992) là một cầu thủ bóng đá người Nhật Bản.

## Sự nghiệp câu lạc bộ
Yoshiaki Komai đã từng chơi cho Kyoto Sanga FC và Urawa Reds.